# Galería Nacional de Arte Moderno (Lagos)
La Galería Nacional de Arte Moderno (en inglés: National Gallery of Modern Art) es una galería de arte grande en la ciudad de Lagos, la ciudad más grande del país africano de Nigeria. Se trata de una exposición permanente de la Galería Nacional de Arte, empresa paraestatal del Ministerio Federal de Turismo, Cultura y Orientación Nacional de Nigeria. La galería está ubicada en el Teatro Nacional de las Artes, en la entrada B.